# Coupe de France 1919/1920
Třetí ročník Coupe de France (francouzského poháru) se konal od 2. listopadu 1919 do 9. května 1920. Celkem turnaj hrálo 114 klubů.
Trofej získal poprvé v klubové historii CA Paris-Charenton, který ve finále porazil Le Havre AC 2:1.